# Oliver i spółka
Oliver i spółka (ang. Oliver & Company) – amerykański animowany film przygodowo-familijny z 1988 roku w reżyserii George’a Scribnera nawiązujący do powieści Oliver Twist Charlesa Dickensa. Dwudziesty siódmy film z oficjalnego kanonu animacji Disneya.
Film został wydany w Polsce na kasetach wideo 20 marca 1997 roku przez Imperial Entertainment.

## Fabuła
W Nowym Jorku z umieszczonego w załomku muru kartonowego pudła znajdują się kocięta do adopcji. Zostaje tylko jeden rudy pręgowany kociak, który podczas burzy wydostaje się z pudełka i następnego dnia wędruje przed siebie w nadziei, że uda mu się coś znaleźć do jedzenia. Spotyka bezpańskiego kundla o imieniu Bajer, który zgadza się pomóc mu ukraść parówki od sprzedawcy hot dogów. Jednak Bajer rezygnuje z umowy i ucieka z parówkami. Wściekły kociak biegnie tropem nielojalnego wspólnika aż do doków. Pod pokładem starej barki Bajer dzieli się łupem z innymi bezdomnymi psami – saluczką Ritą, chihuahua Tito, buldogiem Francisem i dogiem Einsteinem.
Kociak w końcu wpada do barki przez dziurę. Psy podchodzą do niego z rezerwą, ale go nie krzywdzą. Do barki dociera ich właściciel – włóczęga i drobny złodziej Fajans. Jest on zadłużony u gangstera Szychy i ma trzy dni na zwrócenie pieniędzy, inaczej spotka się z okrutnymi konsekwencjami. Kociak imponuje psom, gdy stawia się Karmelowi i Landrynowi, groźnym dobermanom Szychy i rani jednego z nich w nos. Fajans włącza kociaka do swej sfory i nazajutrz zwierzęta zamierzają wykraść dobra potrzebne do spłaty długu. W tym celu udają, że zostały potrącone przez limuzynę należącą do bogatej rodziny Foxworth. Jednak plan nie wypala, gdy kociak zostaje zabrany przez 7-letnią Jenny, która cierpi z powodu samotności i faktu, że jej rodzice są nieobecni z powodu interesów w Europie.
Zaadaptowany kociak otrzymuje imię Olivier i Jenny szybko się do niego przywiązuje. Ta zażyłość nie podoba się pudlicy Georgette, innemu zwierzęciu Jenny. Towarzysze Olivera nie zapominają o nim i znajdują domostwo Jenny na Piątej Alei. Wykorzystując nieuwagę Winstona, kamerdynera Foxworthów psy wdzierają do domu. Georgette, początkowo obrzydzona ich towarzystwem, pomaga im odbić Olivera. Na barce Oliver mówi, że dobrze mu było u Jenny, czym zraża do siebie Bajera. Fajans, któremu wciąż brakuje pieniędzy widzi u Olivera obrożę z adresem i domyśliwszy, że jego nowy właściciel jest bogaty, anonimowo wysyła list z żądaniem okupu, która odbiera Jenny po powrocie ze szkoły.
Niecierpliwy Szycha poznaje plan Fajansa na okup i zgadza się dać mu dodatkowy czas. W dokach zaskoczony Fajans spotyka Jenny z niechętnie towarzyszącą jej Georgette i po krótkiej rozmowie dowiaduje się, że to ona jest właścicielką Olivera i wzięła ze sobą wszystkie oszczędności ze skarbonki. Fajansowi robi się głupio i nie przyznając się do porwania oddaje dziewczynce Olivera. Ale Szycha śledzący ich z cadillaca, które stało opodal, porywa Jenny dochodząc do wniosku, że dostanie większy okup za dziewczynkę. Fajans chce go powstrzymać, ale Szycha go nie słucha oznajmiając, że jego dług jest spłacony. Dowiedziawszy o tym, co zrobił Szycha, Oliver z psimi kompanami i Georgette decyduje się odbić Jenny.
Zwierzętom udaje się niespostrzeżenie wleźć do siedziby Szychy i uwolnić Jenny, ale zaskakują ich Karmel i Landryn. Szycha chce zrobić z nimi porządek, gdy przez szybę wbija Fajans na swej motorynce i ratuje wszystkich. Szycha i jego dobermany ścigają ich autem aż do metra. W bliskim starciu pojazdy się zderzają i wstrząs wyrzuca Jenny na maskę cadillaca. Oliver wskakuje za Jenny i gryzie chcącego ją chwycić Szychę. Na ratunek Oliverowi rzuca się Bajer i walczy z dobermanami, które giną spadając na trzecią szynę. Wyjeżdżając na Most Brookliński Jenny udaje się wskoczyć na motorynkę, tuż przed tym, jak nadjeżdżający pociąg uderza w Sykesa, zabijając go na miejscu. Na szczęście Oliver i Bajer w porę zeskoczyli z auta. Nazajutrz Jenny świętuje ósme urodziny z zwierzętami, Fajansem i Winstonem. Oliver ostatecznie zostaje z Jenny, ale zamierza zostać w kontakcie z psimi przyjaciółmi, którzy wracają do domu z Fajansem chcącym zacząć nowe życie.

## Obsada głosowa
- Joseph Lawrence – Oliver
- Billy Joel – Bajer
- Natalie Gregory – Jennifer „Jenny” Foxworth (dialogi)
- Myhanh Tran – Jennifer „Jenny” Foxworth (śpiew)
- Dom DeLuise – Fajans
- Sheryl Lee Ralph – Rita (dialogi)
- Ruth Pointer – Rita (śpiew)
- Cheech Marin – Tito
- Roscoe Lee Browne – Francis
- Richard Mulligan – Einstein
- Bette Midler – Georgette
- Robert Loggia – Szycha
- Taurean Blacque – Karmel
- Carl Weintraub – Landryn
- William Glover – Winston
- Frank Welker – parówkarz Louie Serdel

## Wersja polska
Opracowanie: Studio Sonica

Reżyseria: Krzysztof Kołbasiuk

Dialogi polskie: Dorota Filipek-Załęska

Dźwięk i montaż: Sławomir Czwórnóg

Teksty piosenek: Marek Robaczewski

Kierownik muzyczny: Marek Klimczuk

Kierownictwo produkcji: Beata Aleksandra Kawka

Opieka artystyczna: Mariusz Arno Jaworowski

Produkcja polskiej wersji językowej: Disney Character Voices International

Wystąpili:
- Edyta Jungowska – Oliver
- Robert Czebotar – Bajer (dialogi)
- Wojciech Dmochowski – Bajer (śpiew)
- Małgorzata Lipka – Jennifer „Jenny” Foxworth
- Andrzej Blumenfeld – Fajans
- Agnieszka Matysiak – Rita (dialogi)
- Jolanta Jaszkowska – Rita (śpiew)
- Jacek Kawalec – Tito
- Jan Prochyra – Francis
- Mirosław Zbrojewicz – Einstein
- Agnieszka Fatyga – Georgette
- Jan Tesarz – Szycha
- Dariusz Odija – Karmel
- Jan Janga-Tomaszewski – Landryn
- Jerzy Tkaczyk – Winston
- Krzysztof Kołbasiuk – parówkarz Louie Serdel

oraz
- Edyta Jurecka
- Izabela Dąbrowska
- Justyna Kulczycka
- Renata Domagała
- Marcin Sosnowski
- Jacek Sobieszczański
- Mikołaj Müller
- Jarosław Budnik
- Adam Szyszkowski

Piosenki śpiewali:
- „Pewnego razu w Nowym Jorku” – Paweł Tartanus
- „Piosenka Parówkarza” – Krzysztof Kołbasiuk
- „Mam swój styl” – Wojciech Dmochowski
- „Idź tą samą drogą co My” – Jolanta Jaszkowska
- „Trudno o doskonałość” – Agnieszka Fatyga
- „Gdzie Ty tam i Ja” – Małgorzata Lipka
- „Mamy swój styl” – Wojciech Dmochowski, Jolanta Jaszkowska, Jacek Kawalec, Olga Bończyk, Jacek Bończyk

## Soundtrack
Do skomponowania ścieżki muzycznej został zatrudniony J.A.C. Redford z powodu swej współpracy przy serialu telewizyjnym Elsewhere producentem muzycznym Chrisem Montanem, związanym z The Walt Disney Company.
Jeffrey Katzenberg z kolei wpadł na pomysł zatrudnienia popularnych piosenkarzy i tekściarzy, by każdy z osobna stworzył piosenkę. Za sugestią Davida Geffena, swego przyjaciela Katzenberg zatrudnił Howarda Ashmana do napisania tekstu do piosenki Once Upon a Time in New York City. Był to pierwszy z czterech filmów animowanych Walt Disney Feature Animation, dla których Ashman napisał piosenki.

### Oliver & Company: Original Motion Picture Soundtrack
Poniższa tabela przedstawia ściężkę dźwiękową pochodzącą z filmu
| Strona pierwsza | Strona pierwsza                     | Strona pierwsza | Strona pierwsza               | Strona pierwsza               | Strona pierwsza |
| Nr              | Tytuł utworu                        |                 | Tekst                         | Muzyka                        | Długość         |
| --------------- | ----------------------------------- | --------------- | ----------------------------- | ----------------------------- | --------------- |
| 1.              | „Once Upon a Time in New York City” | Huey Lewis      | Howard Ashman                 | Barry Mann                    | 3:55            |
| 2.              | „Why Should I Worry?”               | Billy Joel      | Dan Hartman, Charlie Midnight | Dan Hartman, Charlie Midnight | 3:32            |
| 3.              | „Sykes (Instrumental)”              | J.A.C. Redford  |                               |                               | 2:15            |
| 4.              | „Bedtime Story (Instrumental)”      | J.A.C. Redford  |                               |                               | 4:35            |
| 5.              | „Streets of Gold”                   | Ruth Pointer    | Dean Pitchford                | Tom Snow                      | 3:36            |
|                 |                                     |                 |                               |                               | 17:53           |

| Strona druga | Strona druga                                | Strona druga   | Strona druga                | Strona druga   | Strona druga |
| Nr           | Tytuł utworu                                |                | Tekst                       | Muzyka         | Długość      |
| ------------ | ------------------------------------------- | -------------- | --------------------------- | -------------- | ------------ |
| 1.           | „Perfect Isn’t Easy”                        | Bette Midler   | Bruce Sussman, Jack Feldman | Barry Manilow  | 2:58         |
| 2.           | „Good Company”                              | Myhanh Tran    | Rob Minkoff, Ron Rocha      | J.A.C. Redford | 2:30         |
| 3.           | „The Rescue (Instrumental)”                 | J.A.C. Redford |                             |                | 3:22         |
| 4.           | „Pursuit Through The Subway (Instrumental)” | J.A.C. Redford |                             |                | 3:43         |
| 5.           | „Buscando Guayaba”                          | Rubén Blades   | Rubén Blades                | Rubén Blades   | 3:48         |
| 6.           | „End Title (Instrumental)”                  | J.A.C. Redford |                             |                | 1:16         |
|              |                                             |                |                             |                | 17:37        |